# Phare de l'îlet du Gosier
Le phare de l'îlet du Gosier est un phare situé sur l'îlet du Gosier, au large de la commune du Gosier, au sud de l'île de Grande-Terre en Guadeloupe.
L'îlet du Gosier est accessible par bateau-promenade ou avec les pêcheurs, ou bien encore en canoë-kayak.

## Historique
D'après les archives du Service des phares et balises, le phare actuel est le 4e bâtiment du genre. Le premier date de 1852. Il s'agit alors d'une tour prolongée par un brûleur  à huile ; le second de 1879 dispose d'une lentille permettant d'en amplifier la portée. Il est issu de la maison Barbier et Fenestre de Paris. En octobre 1882, des travaux sur la précédente structures lui permettent une mise en service intégrale. La tour est alors haute de 24 m. Les gardiens disposent d'un logement, d'une cuisine, d'un magasin de stockages des vivres et d'une citerne. Le dernier phare, en brique, date de 1928. Un appareil à incandescence lui est ajouté et, après 1945, il est électrifié avant d'être automatisé en 1973.

## Phare actuel

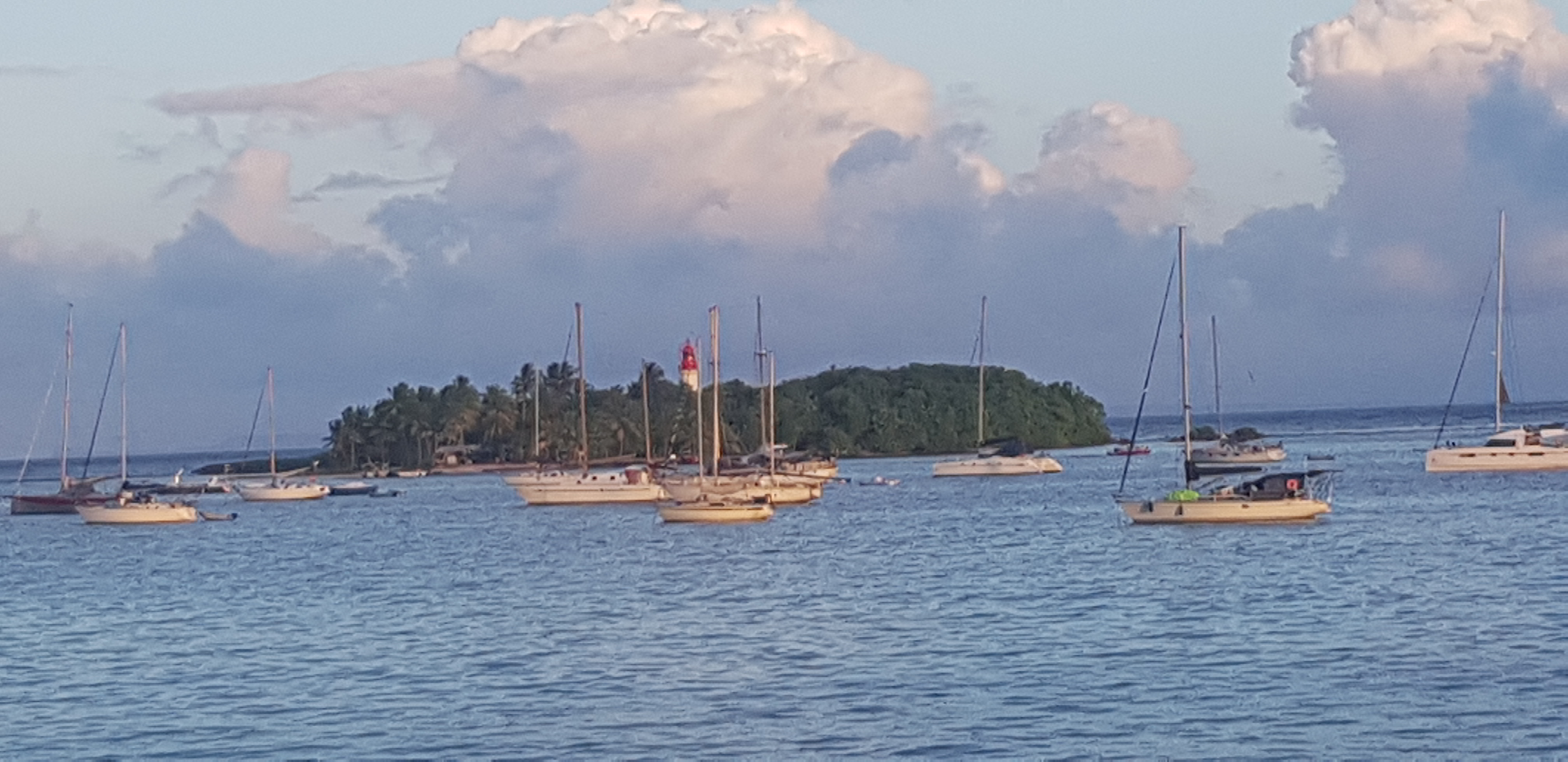
îlet et phare du Gosier

La tour, qui mesure 21 mètres de hauteur, est de section circulaire et constituée de deux parties : le tiers inférieur, de diamètre élargi abrite le local technique ; les deux tiers supérieurs finissent dans la lanterne, peinte en rouge et protégée par une barrière métallique.
L'ensemble est bâti en maçonnerie de brique et peint en blanc.
Le phare a été automatisé en 1973 et équipé de panneaux solaires en 1991.
Le passage du cyclone Hugo en 1989 a mis fin définitivement au gardiennage : il est télécommandé depuis 1991.

### Liens internes

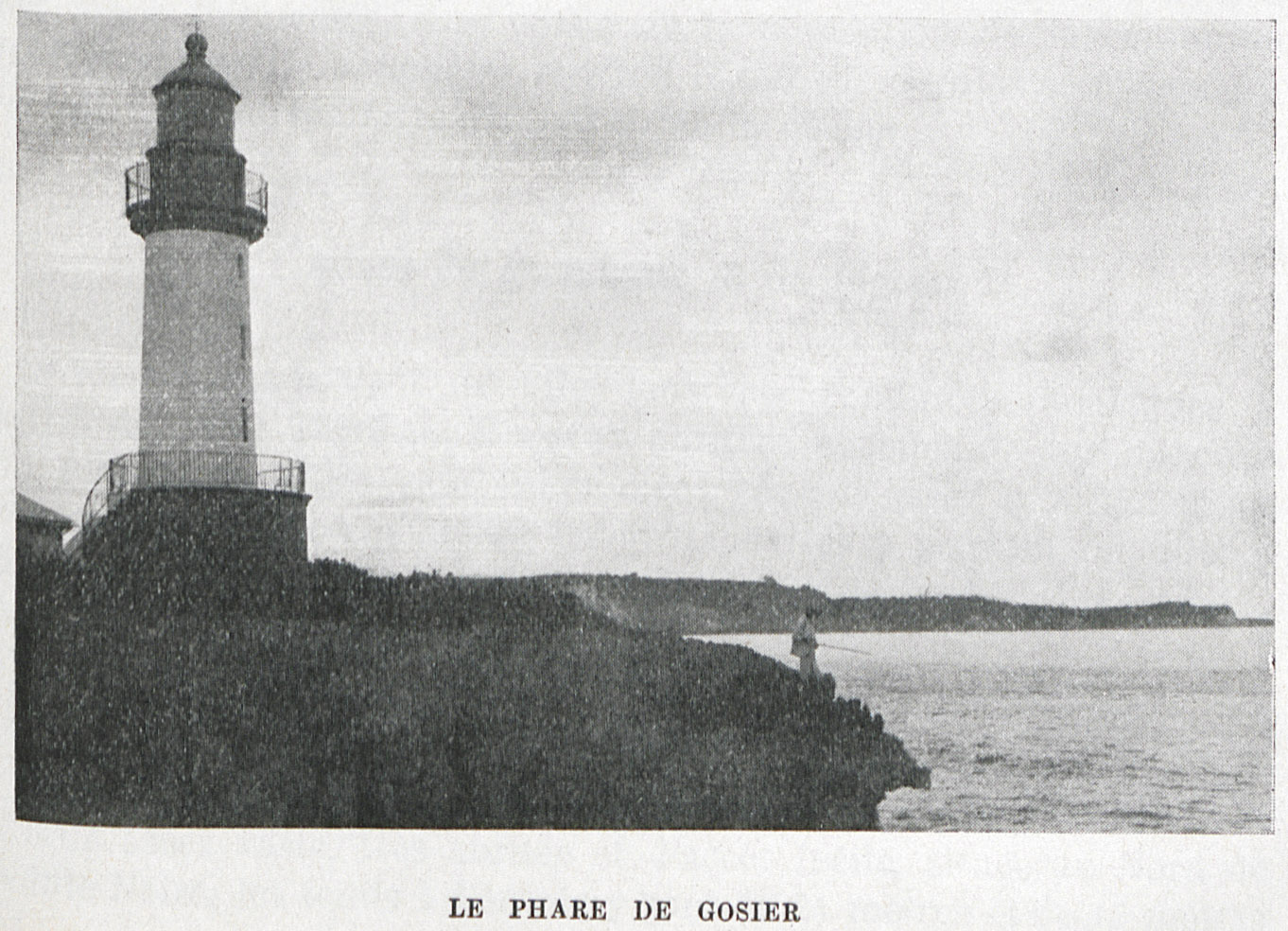
Le phare de gosier, Extrait de: [http://www.manioc.org/patrimon/NAN13041 les travaux publics de la Guadeloupe